# ویتامین ب۱۲

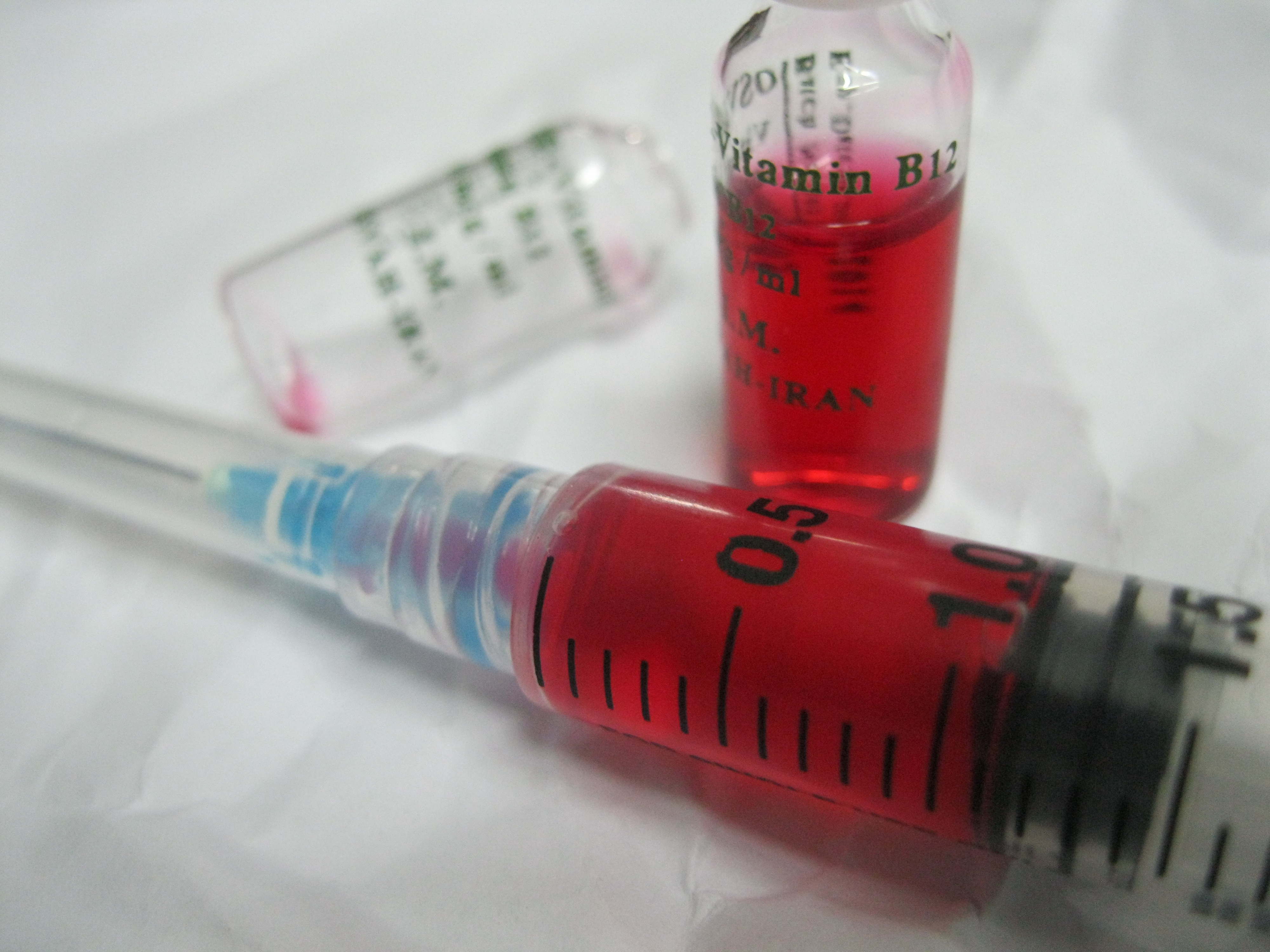
ویتامین ب۱۲ تزریقی

ویتامین ب۱۲ یا کوبالامین ویتامین محلول در آب است که در متابولیسم نقش دارد. این ویتامین یکی از هشت ویتامین گروه ب است. ویتامین ب۱۲ از نظر شیمیایی، پیچیده‌ترین ویتامین در میان همهٔ ویتامین‌ها است و برای انسان‌ها، تنها ویتامینی است که باید از غذاهای حیوانی یا مولتی‌ویتامین تهیه شود. تنها برخی از آرکی‌ها و باکتری‌ها می‌توانند ویتامین ب۱۲ را سنتز کنند. کمبود ویتامین ب۱۲ یک وضعیت گسترده و بحرانی است که به ویژه در جمعیت‌هایی با مصرف کم یا بدون مصرف غذاهای حیوانی شایع است. چنین رژیم‌هایی (مصرف کم یا حتی بدون مصرف) می‌تواند دلایل مختلفی مانند وضعیت اقتصادی/اجتماعی پایین یا انتخاب شخصی (مانند وگانیسم یا گیاه‌خواری) باشد.
غذاهای حاوی ویتامین ب۱۲ گوشت، حلزون صدف‌دار، جگر، ماهی، ماکیان، تخم‌مرغ و فراورده لبنی هستند. بسیاری از غلات صبحانه با این ویتامین غنی‌سازی شده‌اند. همچنین، مکمل‌های غذایی طبیعی و داروها برای درمان یا پیشگیری از کمبود این ویتامین هم در دسترس هستند که معمولاً به صورت خوراکی مصرف می‌شوند. اما برای درمان کمبود ممکن است به صورت تزریق عضلانی هم تجویز شوند.
کمبود ویتامین ب۱۲ در کودکان خردسال، زنان باردار و سالمندان تأثیر بیشتری دارد و در کشورهای متوسط و توسعه‌یافته به دلیل سوءتغذیه بیشتر شایع است. شایع‌ترین علت کمبود این ویتامین در کشورهای توسعه‌یافته، اختلال سوء جذب به دلیل از دست دادن فاکتور داخلی معده است. فاکتوری که باید به منبع غذایی ب۱۲ متصل (پیوند) شود تا بتواند موجب جذب آن شود. دومین علت اصلی، کاهش تولید اسید معده یا آکلروهیدریا ناشی از افزایش سن است، زیرا قرار گرفتن در معرض اسید، باعث آزاد شدن ویتامین‌های متصل به پروتئین می‌شود. به همین دلیل، افرادی که تحت درمان طولانی‌مدت کاهش پایداری اسید به کمک مهارکنندگان پمپ پروتونی و یا آنتاگونیست گیرنده H2 و همچنین سایر مسدودکننده‌های اسید هستند، در معرض خطر بیشتری قرار دارند.
افراد دارای رژیم غذایی گیاهخواری، ممکن است دچار کمبود ویتامین ب۱۲ شوند و نیاز است که چنین کمبودی از طریق مصرف مکمل، جبران شود. کمبود این ویتامین ممکن است با نوروپاتی محیطی اندام یا یک کم‌خونی مگالوبلاستیک به نام کم‌خونی پرنیشیوز مشخص شود. این کم‌خونی، نوعی کم‌خونی است که در آن، گلبول‌های قرمز به‌طور غیرطبیعی بزرگ می‌شوند. چنین پیش‌آمدی می‌تواند منجر به خستگی، کاهش توانایی تفکر، سبکی سر، تنگی نفس، عفونت‌های مکرر، بی‌اشتهایی، بی‌حسی دست‌ها یا پاها (گِزگِز اندام)، افسردگی، از دست دادن حافظه، گیجی، مشکل در راه رفتن (عدم تعادل)، تاری دید، آسیب عصبی غیرقابل بازگشت و بسیاری موارد دیگر شود. کمبود ویتامین ب۱۲ اگر در نوزادان درمان نشود، ممکن است منجر به آسیب عصبی و کم‌خونی شود.
توانایی جذب ویتامین با افزایش سن کاهش می‌یابد و این موضوع به‌ویژه در افراد بالای ۶۰ سال شایع است.

## نقش ویتامین ب۱۲ در بدن
این ویتامین در تولید یاخته‌های بدن نقش دارد و وظیفهٔ آن همانند اسید فولیک، شرکت در همانندسازی ژن‌های هستهٔ سلول است. تکثیر سلول‌ها در بافت عصبی و دستگاه گوارش و مغز استخوان به خاطر حضور این ویتامین است.

## چرخه جذب ویتامین ب۱۲
ویتامین ب۱۲ موجود در غذا پس از ورود به بدن، ابتدا با پروتئینی به نام هاپتوکورین (فاکتور R یا ترانس کوبالامین یک) ترشح شده از غدد بزاقی پیوند می‌خورد. هاپتوکورین با ایجاد یک کمپلکس با این ویتامین از نابود شدن آن توسط اسید معده جلوگیری می‌کند. سلول‌های جداری معده، پروتئینی به اسم «اینترینسیک فاکتور» یا فاکتور داخلی را می‌سازند. وقتی که کمپلکس «هاپتوکورین~ویتامین ب۱۲» وارد روده باریک می‌شود، آنزیم پانکراس هاپتوکورین را حل می‌کند و ویتامین ب۱۲ را آزاد می‌کند. آنگاه ویتامین ب۱۲ با فاکتور داخلی پیوند خورده و به بخش انتهایی روده باریک (ایلئوم) می‌روند. در قسمت انتهایی ایلئوم کمپلکس فاکتور داخلی و این ویتامین، با اندوسیتوز وارد سلول‌های جدار روده می‌شود. در داخل سلول‌ها ویتامین ب۱۲ از فاکتور داخلی جدا شده و به پروتئین دیگری بنام (ترانس کوبالامین دو) متصل می‌شود. ترکیب این دو از روده به کبد منتقل می‌شود.

## عوامل کمبود ویتامین ب۱۲
بر اساس کتاب فیزیولوژی آرتور گایتون شایع‌ترین علت کمبود ویتامین ب۱۲ در حقیقت نه کمبود آن در غذا بلکه اختلال در سنتز فاکتور داخلی توسط معده است. ترکیب این فاکتور داخلی با ویتامین ب۱۲ باعث جذب آن در ایلئوم می‌شود. در بیماری‌های مختلف معده مانند التهاب معده مزمن و آتروفیک (کم‌خونی پرنیشیوز) عمل جراحی برداشتن کامل یا بخشی از معده، باعث عدم ترشح فاکتور داخلی شده و کمبود ویتامین ب۱۲ را در بدن انسان به دنبال دارد. کمبود ویتامین ب۱۲ می‌تواند موجب کم‌خونی، احساس ضعف، افسردگی، زخم دهان و زبان، اختلالات روحی، کاهش حافظه، کاهش وزن، اختلال در راه رفتن و بدبویی دهان شود.
ویتامین ب۱۲ در کبد ذخیره می‌شود و اگر فرد سال‌های طولانی از این ویتامین استفاده نکند کمبودی در بدنش ایجاد نمی‌شود.
افراد گیاه‌خوار در تأمین ویتامین ب۱۲ با مشکل مواجه هستند. افراد سالمند با استفاده بیش از اندازه ملین‌ها با کمبود این ویتامین در بدن خود روبرو می‌شوند. وجود این ویتامین در بدن کودکان و سالمندان اهمیت زیادی دارد و ممکن است عدم وجود این ماده در بدن آن‌ها موجب عدم جذب مواد مغذی دیگر شود.

## بیماری‌های حاصل کمبود ویتامین ب۱۲
این ویتامین محلول در آب است. کمبود این ویتامین در عملکرد همه اجزای بدن انسان تأثیر سوء می‌گذارد و انتقال اکسیژن را با کندی مواجه می‌کند. همچنین می‌تواند موجب تضعیف دستگاه ایمنی بدن انسان شود. کمبود آن به ویژه در سیستم عصبی و خون‌سازی مؤثر است. این ویتامین در چرخهٔ رشد سلولی نقش متفاوتی دارد و می‌تواند ایجاد انرژی و پروتئین کند. این ویتامین همچنین در تقسیم سلولی و روند رشد نیز تأثیرگذار است.
بیماری‌های خود‌ایمنی زمانی ایجاد می‌شوند که سیستم ایمنی فرد به اشتباه به بافت‌های بدن حمله می‌کند. در بیماری کم‌خونی بدخیم سیستم ایمنی سلول‌های معده را که اسید و فاکتور داخلی ضروری برای جذب ویتامین ب۱۲ ترشح می‌کنند تخریب می‌کند.

## تشخیص‌های آزمایشگاهی کمبود ویتامین ب۱۲
از آنجایی که هیچ تست استانداردی برای کمبود ویتامین ب۱۲ وجود ندارد، چندین آزمایش مختلف آزمایشگاهی برای تأیید تشخیص مشکوک بودن به وجود این کمبود انجام می‌شود.
- ب۱۲ کلی (سرم کوبالامین)[۱۷]
- ب۱۲ فعال (سرم هولو‌ترنس کوبالامین)[۱۷]
- ام‌ام‌ای (سرم اسید متیل‌مالونیک)[۱۷]

مقدار سرمی ویتامین ب۱۲ نیز نامناسب است. زیرا دیر تغییر می‌کند و همچنین نسبتاً غیر حساس و غیر اختصاصی است.
اسید متیل‌مالونیک در ادرار یا پلاسمای خون به عنوان یک نشانگر عملکردی ویتامین ب۱۲ در نظر گرفته می‌شود که با کاهش ذخایر ویتامین ب۱۲ افزایش می‌یابد. با این حال، سطوح بالای متیل‌مالونیک اسید ممکن است نشان دهنده اختلال متابولیکِ بیشتر نادیده گرفته شده اسیدوری ترکیبی مالونیک و متیل‌مالونیک (CMAMMA) باشد.
اولین نشانگر کمبود ویتامین ب۱۲ سطوح پایین هولوترانسکوبالامین (holoTC) است که مجموعه ای از ویتامین ب۱۲ و پروتئین انتقال دهنده آن است.